# ブチルスコポラミン臭化物
ブチルスコポラミン臭化物（ブチルスコポラミンしゅうかぶつ）は、けいれん性腹痛、食道けいれん、腎疝痛、膀胱けいれんの治療に用いられる医薬品である。別名はヒヨスシンブチルブロミド（英: Hyoscine butylbromide）または、スコポラミンブチルブロミド（英: scopolamine butylbromide）。ブスコパン（英: Buscopan）などの商品名で販売されている。
終末期にみられる気道分泌物の軽減にも使用される。投与法は、経口または筋肉内注射か静脈注射である。
副作用には、眠気、視力の変化、口渇、頻脈、緑内障の誘発などがあげられる。眠気は一般的ではない。妊娠中の人への使用の安全性は不明である。授乳中の人への使用は安全とされる。心臓に問題を抱えている人への使用は、細心の注意を払うことが推奨される。ブチルスコポラミン臭化物は抗コリン薬であり、脳に影響を与えることはあまりない。
ブチルスコポラミン臭化物は1950年に特許を取得し、1951年に医薬品としての使用が承認された。WHO必須医薬品モデルリストに収載されている。米国では入手不可能であるが、同様の化合物であるメスコポラミンが代用される場合がある。2014年時点の開発途上国での卸売価格は1錠につき0.004～0.11米ドルである。ナス科の植物であるベラドンナに自然に含まれるスコポラミンから製造されている。